# مندا، دیر زیرین
مندا (به انگلیسی: Munda) یک منطقهٔ مسکونی در پاکستان است که در خیبر پختونخوا واقع شده‌است.